# 귀베치

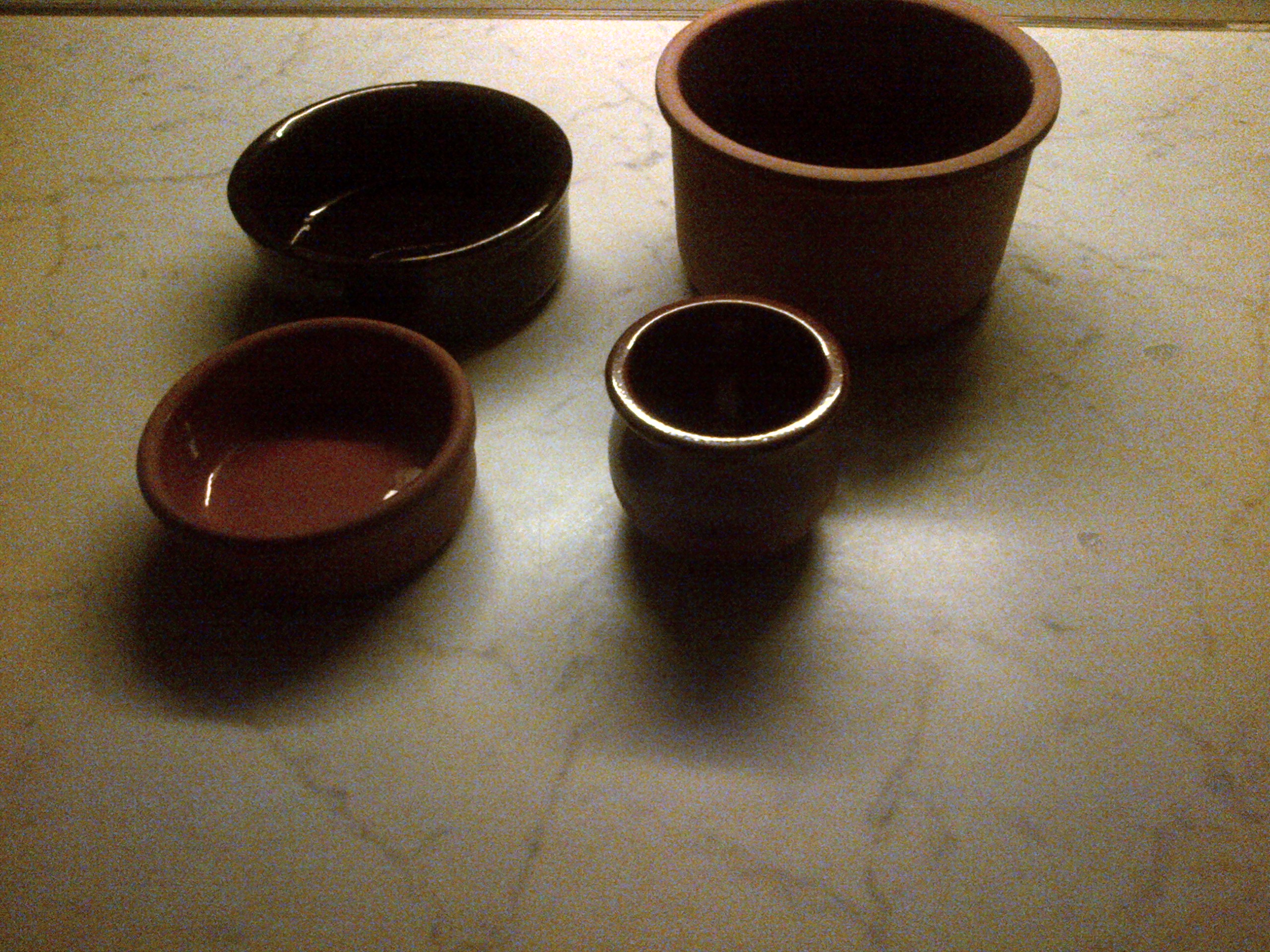
귀베치와 질그릇

귀베치(튀르키예어: güveç)는 터키 요리에서 사용되는 다양한 토기 냄비와 그 안에 조리되는 다양한 캐서롤/스튜 요리의 이름이다. 냄비는 넓고 중간 크기이다. 귀베치 요리는 모든 유형의 오븐 전용 팬에서 만들수 있지만, 점토 또는 토기 냄비가 스튜에 부여하는 촌스럽고 향긋한 향기를 선호한다.

## 종류

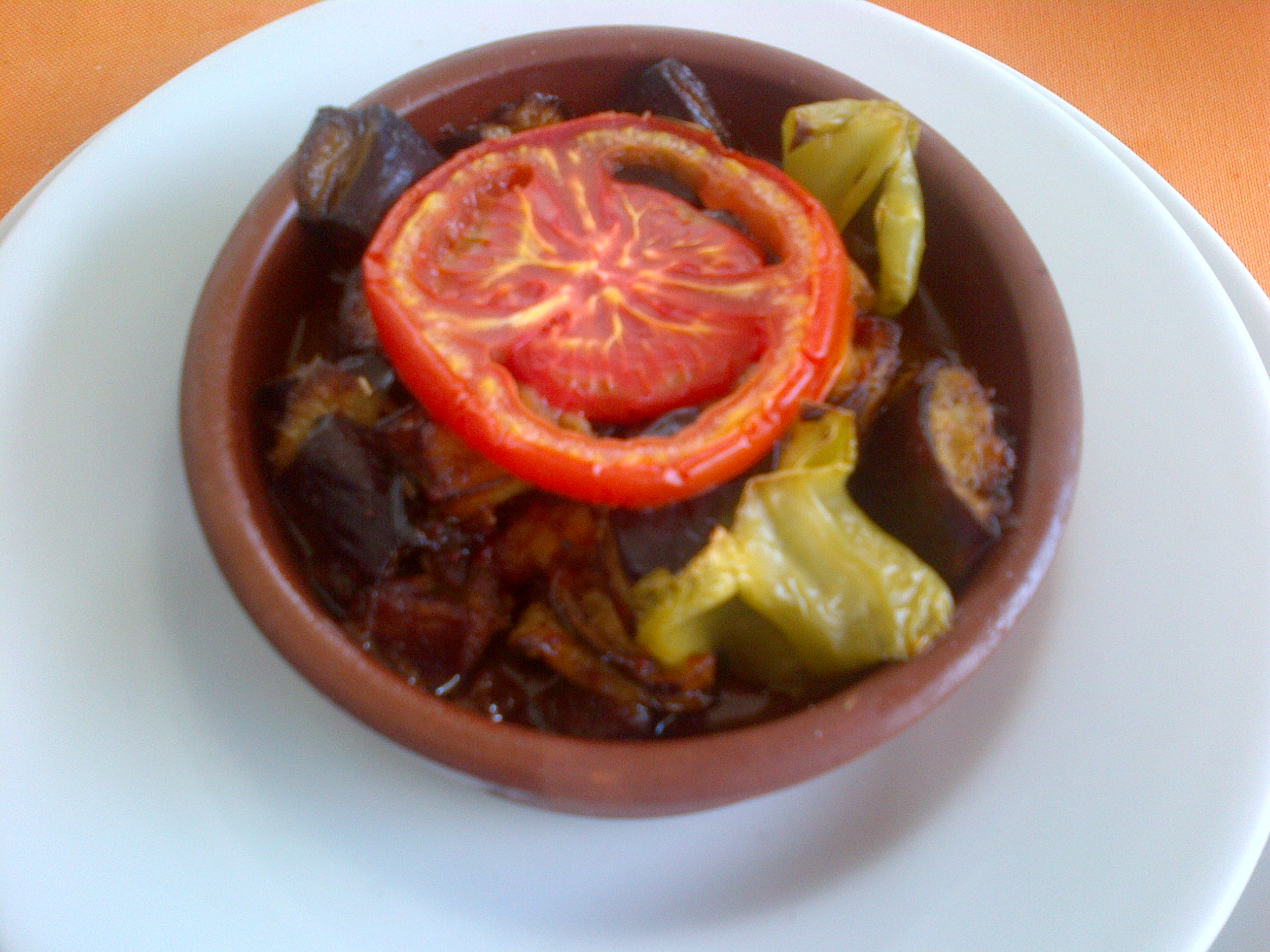
튀를뤼 귀베치

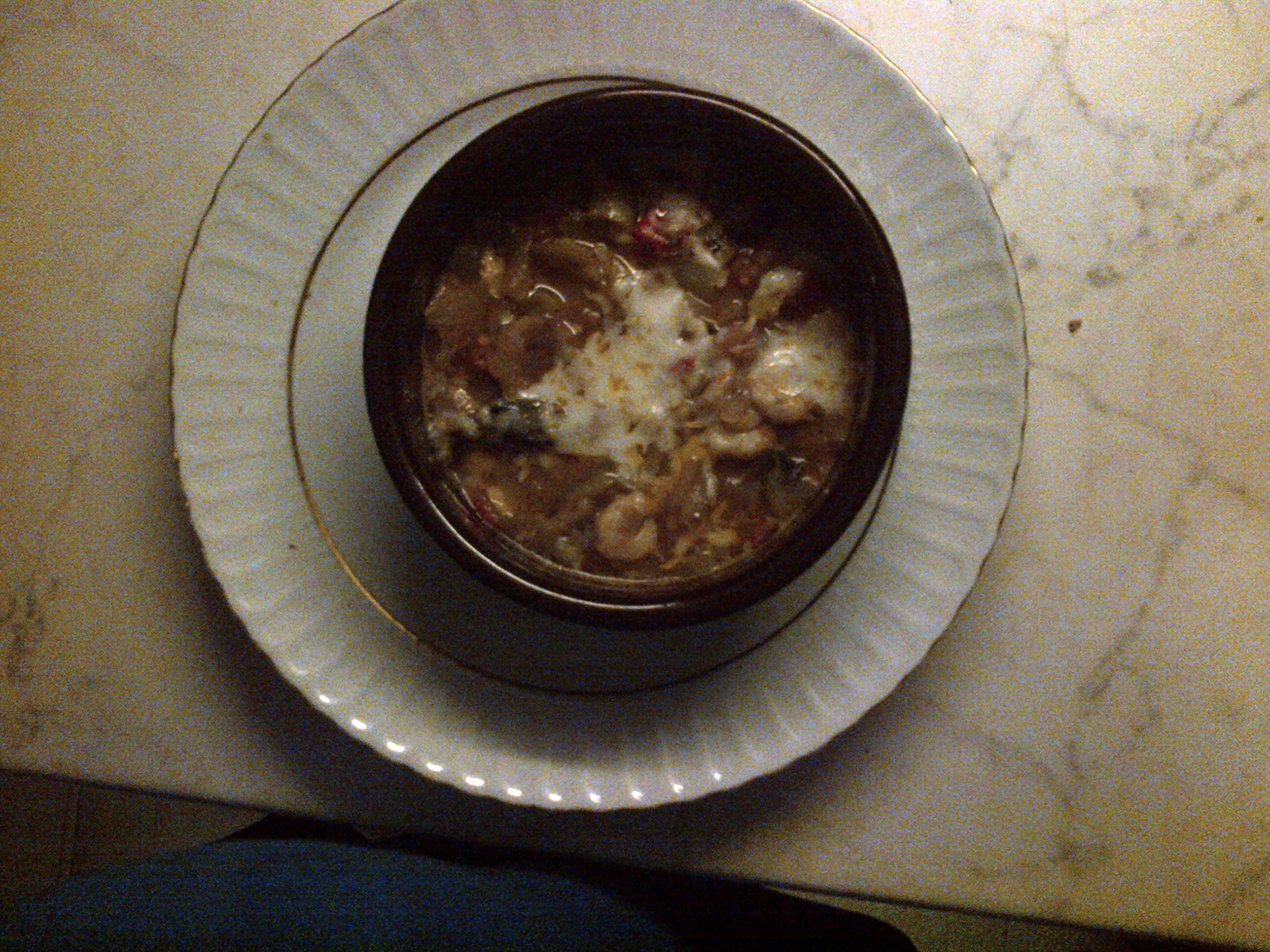
카리데스 귀베치

- 튀를뤼 귀베치 (Türlü güveç, 채소 귀베치)
- 쿠주 귀베치 (Kuzu güveç, 양고기 귀베치)
- 다나 귀베치 (Dana güveç, 쇠고기 귀베치)
- 카리데스 귀베치 (Karides güveç, 새우 귀베치)
- 파틀르잔 귀베치 (Patlıcan güveç, 가지 귀베치)

## 같이 보기
- 피티
- 아브구슈트